# IV Governo Regional dos Açores

## Composição, nomeação e exoneração do IV Governo Regional dos Açores
Os membros do IV Governo Regional dos Açores:
| Cargo                                               | Detentor                                 | Partido | Partido | Período                                         |
| --------------------------------------------------- | ---------------------------------------- | ------- | ------- | ----------------------------------------------- |
| Presidente do Governo Regional dos Açores           | João Bosco Soares da Mota Amaral         |         | PPD/PSD | 30 de novembro de 1988 a 28 de outubro de 1992  |
| Secretário Regional da Administração Interna        | Carlos Henrique da Costa Neves           |         | PPD/PSD | 30 de novembro de 1988 a 28 de outubro de 1992  |
| Secretário Regional das Finanças e Planeamento      | Gualter José Andrade Furtado             |         | PPD/PSD | 30 de novembro de 1988 a 28 de outubro de 1992  |
| Secretário Regional da Juventude e Recursos Humanos | Manuel Ribeiro Arruda                    |         | PPD/PSD | 30 de novembro de 1988 a 28 de outubro de 1992  |
| Secretário Regional da Educação e Cultura           | António Norberto Azevedo Rosa            |         | PPD/PSD | 30 de novembro de 1988 a 7 de julho de 1989     |
| Secretário Regional da Educação e Cultura           | Aurélio Henrique Silva Franco da Fonseca |         | PPD/PSD | 7 de julho de 1989 a 28 de outubro de 1992      |
| Secretário Regional da Saúde e Segurança Social     | António Manuel Goulart Lemos de Menezes  |         | PPD/PSD | 30 de novembro de 1988 a 28 de outubro de 1992  |
| Secretário Regional da Economia                     | Álvaro Cordeiro Dâmaso                   |         | PPD/PSD | 30 de novembro de 1988 a 2 de fevereiro de 1990 |
| Secretário Regional da Economia                     | Mário José Amaral Fortuna                |         | PPD/PSD | 2 de fevereiro de 1990 a 26 de novembro de 1990 |
| Secretário Regional da Economia                     | Humberto Trindade Borges de Melo         |         | PPD/PSD | 26 de novembro de 1990 a 28 de outubro de 1992  |
| Secretário Regional da Agricultura e Pescas         | Adolfo Ribeiro Lima                      |         | PPD/PSD | 30 de novembro de 1988 a 28 de outubro de 1992  |
| Secretário Regional do Turismo e Ambiente           | Eugénio Manuel Pereira Leal              |         | PPD/PSD | 30 de novembro de 1988 a 28 de outubro de 1992  |
| Secretário Regional da Habitação e Obras Públicas   | Américo Natalino Pereira de Viveiros     |         | PPD/PSD | 30 de novembro de 1988 a 28 de outubro de 1992  |
| Subsecretário Regional da Cooperação Externa        | Rolando Lima Lalanda Gonçalves           |         | PPD/PSD | 30 de novembro de 1988 a 28 de outubro de 1992  |
| Subsecretário Regional da Comunicação Social        | José Joaquim Ferreira Machado            |         | PPD/PSD | 30 de novembro de 1988 a 28 de outubro de 1992  |

1. ↑  Decreto do Ministro da República de 30 de Novembro de 1988; exonerado por Decreto do Ministro da República de 28 de Outubro de 1992
2. 1 2 3 4 5 6 7 8 9  Decreto do Ministro da República de 30 de Novembro de 1988
3. ↑  Decreto do Ministro da República de 30 de Novembro de 1988; exonerado por Decreto do Ministro da República de 7 de Julho de 1989
4. ↑  Decreto do Ministro da República de 7 de Julho de 1989
5. ↑  Decreto do Ministro da República de 30 de Novembro de 1988; exonerado por Decreto do Ministro da República de 2 de Fevereiro de 1990
6. ↑  Decreto do Ministro da República de 2 de Fevereiro de 1990; exonerado por Decreto do Ministro da República de 26 de Novembro de 1990
7. ↑  Decreto do Ministro da República de 26 de Novembro de 1990